# Теремецкое (Оржицкий район)

Теремецкое (укр. Теремецьке) — село,
Денисовский сельский совет,
Оржицкий район,
Полтавская область,
Украина.
Код КОАТУУ — 5323680802. Население по переписи 2001 года составляло 24 человека.

## Географическое положение
Село Теремецкое находится на правом берегу реки Оржица,
выше по течению на расстоянии в 4 км расположено село Денисовка,
ниже по течению на расстоянии в 1 км расположено село Зарог,
на противоположном берегу — село Маяковка.

## История
Село указано на трехверстовке Полтавской области. Военно-топографическая карта.1869 года как хутор Термецкого